# Котка (миноносец)
«Котка», миноносец № 256, «Летчик», посыльное судно № 4 — миноносец Черноморского флота, впоследствии посыльное судно. Участвовало в Первой мировой войне и в Гражданской войне в России.

## История создания
В конце 80-х годов XIX века Морское ведомство приняло решение о постройке серии недорогих миноносцев по образцу «Ревеля» и «Свеаборга». В развитие проекта они должны были иметь увеличенную боевую рубку, паровую машину тройного расширения, один носовой и два поворотных палубных минных аппарата. Котлы сохранялись локомотивные с дымогарными трубками.
В сентябре 1889 года на заводе Крейтона был разработан эскизный проект. Длина по ватерлинии была сохранена, для обеспечения остойчивости и удобства минных аппаратов ширина по ватерлинии увеличена. Носовые обводы сделаны более острыми, прямой форштевень заменен таранным. Осадка с винтом уменьшилась, водоизмещение осталось прежним. При рассмотрении проекта в феврале 1890 года было решено оставить только один палубный минный аппарат, так как была выявлена ненадежность стрельбы из аппаратов, установленных вблизи кормовой оконечности. Толщина наружной обшивки выше ватерлинии в районе машинного и котельного отделений, шпунтового пояса под ними и верхней палубы составляла 5, у торпедного аппарата — 6,3, в остальных местах — 3 и 4 мм. Восемь водонепроницаемых переборок имели толщину 2-3 мм. Проектная индикаторная мощность машины планировалась 1000 л . с. при частоте вращения 325—350 об/мин, рабочее давление котла 12,6 атм, с четырёхкратным запасом прочности. В проекте использовались эллипсовидные шпангоуты, образовывавшие характерные, заваленные внутрь покатые борта. Однако общее расположение из-за увеличенных размеров машины и поворотного аппарата на верхней палубе претерпело существенные изменения. Проект разрабатывался по существу заново.
Заказ разделили между заводами Крейтона в Або и Ижорским (по два корабля). По разработанному ижорцами проекту их корабли имели существенные отличия, как от прототипа, так и от крейтоновских кораблей. 18 мая 1891 года корабли, строившиеся в Або (ныне Турку), получили названия «Даго» и «Котка» в честь финских городов. Миноносец «Котка» был спущен на воду весной 1891 года.

## Конструкция и характеристики
Корабли обладали восемью водоепроницаемыми переборками. Первый отсек между форштевнем и 3 шпангоутом образовывал таранное отделение. Второй отсек — отделение носового руля, между 3 и 9 шпангоутами. Третий отсек между 9 и 31 шпангоутами — кубрик, служивший одновременно и минным отделением. Полупереборкой, приклепанной к 15 шпангоуту, отсек делился на 2 части. Четвёртый отсек между 31 и 35 шпангоутами — отделение перед котельным отсеком. Пятый отсек между 35 и 55 шпангоутами — котельное отделение. Шестой отсек между 55 и 66 шпанг. — машинное отделение. Седьмой отсек между 66 и 77 шп. — в нём размещались каюты офицеров и кают-компания. Восьмой отсек между 77 и 87 шпг. — каюта командира, ахтер-люк и отделение для снарядов. Девятый отсек между 87 шп. и ахтерштевнем — был предназначен для хранения шкиперских запасов.
- Водоизмещение: 102,5 т.
- Размеры: длина — 46,8 м, ширина — 3,94 м, осадка — 2,34 м.
- Скорость полного хода: 19,03 узла.
- Дальность плавания: 450 миль при 12 узлах, 1500 миль экономичным ходом
- В качестве водоотливных средств на корабле имелись три эжектора по 150 тн., три эжектора по 80 тн., циркуляционная помпа на 80 тонн/час.
- На миноносце имелось 3 мачты, 2 якоря.
- Расход угля на полном ходу составлял 960 кг/час.
- Силовая установка: 1 огнетрубный котел, 1 вертикальная паровая машина тройного расширения, 1000 л.с, 1 винт.
- Вооружение: 1х2 палубный торпедный аппарат, 2х1 37-мм орудия, 1 7.62-мм пулемет, с 1914 г.: 2х1 47-мм орудия, 2х1 37-мм орудия, 1 7,62-мм пулемет.
- Экипаж: 20 человек, 3 офицера и 17 матросов

## История службы
Миноносец «Котка» вступил в строй в 1892 году. В августе 1894 года «Котка» в составе отряда кораблей была отправлена на Дальний Восток, но уже на третий день пути на «Котке» провалились колосники и «Гремящему» пришлось взять миноносец на буксир. Поочередно идя на буксире «Гремящего», «Котка» и «Свеаборг» достигли Суэца, но серьёзная течь котла в труднодоступной нижней его части заставила отказаться от дальнейшего похода, миноносец был вынужден остаться в составе эскадры Средиземного моря. В апреле 1895 года совершил самостоятельный переход из порта Пирея в Севастополь и 25 марта 1895 года «Котка» вошла в состав Черноморского флота. Тогда же получила вместо названия номер № 256.
В 1908 году миноносец прошел капитальный ремонт, на нем установили новый локомотивный котел. В сентябре 1914 года корабль уже как посыльное судно был выведен из резервного дивизиона миноносцев и приписан к воздушному району службы связи Черноморского флота. На нем был оставлен палубный минный аппарат и установлены по два 47- и 37-мм орудия и пулемет. Установлено радиостанция. В задачу его команды входили наблюдение за полетами гидросамолетов над морем и помощь при подготовке к полетам, при авариях.
Во время Первой мировой войны судно сопровождало самолёты, регулярно вылетавшие в море для разведочной и охранной службы на подходе к главной базе Черноморского флота. 25 октября 1914 года миноносец подобрал в море и привел в базу гидросамолет «М-15» мичмана Н. А. Рагозина и унтер-офицера Починка, повреждённый огнём с крейсера «Бреслау». С 2 июля 1915 года судно носило имя «Летчик». 29 сентября 1916 года его переименовали в посыльное судно № 4 и зачислили в 1-й дивизион посыльных судов.
16 декабря 1917 года оно вошло в состав Красного Черноморского флота. С марта 1918 года находилось в Севастопольском военном порту на долговременном хранении. 1 мая 1918 года было захвачено германскими войсками, а 24 ноября 1918 года — англо-французскими интервентами, было передано Белому флоту. 3 апреля 1919 года убыло из Севастополя в Новороссийск, где 3 мая 1919 года вошло в состав морских сил Юга России.
Пополнив в Новороссийске запасы и дав команде отдохнуть, 27 июня 1919 года крейсер «Кагул», имея на борту генерала А. И. Деникина и адмирала М. П. Саблина, в сопровождении посыльного судна «Буг» и отремонтированного «Лётчика», пошел к берегам Кавказа. Целью похода было как бы подтверждение принадлежности Сочинского округа правительству Юга России. Посетив Туапсе, Сочи и Адлер, 30 июня отряд вернулся в Новороссийск.
Участвовало в Новороссийской эвакуации марта 1920 года. 14 ноября 1920 года было оставлено врангелевцами при Крымской эвакуации из Севастополя.
На следующий день было захвачено частями РККА и в декабре 1920 года включено в состав Морских сил Чёрного моря. Прошло капитальный ремонт с декабря 1920 года по 17 апреля 1921 года. 2 февраля 1922 года было законсервировано и сдано Главному военному порту Морских сил Чёрного моря на хранение. 1 марта 1922 года было исключен из списков судов Морских сил Чёрного моря. В 1924 году передано «Комгосфондов» для разборки на металл.